# Sericornis
Sericornis,  es un género de ave paseriforme perteneciente a la familia  Acanthizidae. Anteriormente estab a emplazado en la familia Pardalotidae. Se les conoce popularmente como sedositos.

## Especies
Comprende las siguientes especies
- Sericornis spilodera.
- Sericornis papuensis.
- Sericornis keri.
- Sericornis frontalis.
- Sericornis humilis.
- Sericornis citreogularis.
- Sericornis magnirostra.
- Sericornis beccarii.
- Sericornis virgatus.
- Sericornis nouhuysi.
- Sericornis perspicillatus.
- Sericornis rufescens.
- Sericornis arfakianus.